# Måns Birger Bruzelius
Måns Birger Bruzelius, född Westerberg, den 6 september 1866 i Sankt Jakobs församling i Stockholm, död 1944 i Los Angeles, var en svensk fotograf.
År 1893 reste Måns Birger Bruzelius till USA och tog anställning hos den svenske fotografen Ferdinand Flodin. Båda fotograferna återvände några år senare till Sverige och Bruzelius öppnade egen fotoateljé i hörnet Skomakargatan och Stortorget. 
Verksamheten fortsatte i Stockholm fram till 1911 då han med hustru flyttade till Gotland. De startade de upp Atelier Bruzelius på Adelsgatan 25 i Visby innerstad och troligtvis arbetade även hustrun Jenny Augusta i ateljén. Paret var verksamma i Visby, främst som porträttfotografer men gjorde även bildreportage för tidningar och vykort. Jenny Augusta avled 1922 och därefter begav sig Måns Birger till USA igen där han avled 1944 i Los Angeles.